# Rotsbeen
Het rotsbeen, steenbeen, os petrosum of pars petrosa ossis temporalis is een onderdeel van het slaapbeen (os temporale) van de schedel. Het bevindt zich zowel links als rechts aan de binnenkant van de schedel.
De margo superior van het rotsbeen geeft de scheiding aan tussen de achterste schedelgroeve (fossa cranii posterior) en de middelste schedelgroeve (fossa cranii media).
In het rotsbeen bevindt zich het labyrint, bestaande uit het oor en het evenwichtsorgaan. Deze beide organen zijn goed beschermd doordat ze aan de binnenkant van de schedel in het bot zijn ingesloten.